# Cheng Fung
Der Cheng Fung Football Club (chinesisch 澳門青鋒足球隊), auch als Cheng Fung bekannt, ist ein 2013 gegründeter macauischer Fußballverein. Aktuell spielt der Verein in der ersten Liga, der Liga de Elite.

## Stadion
Der Verein trägt seine Heimspiele im Macau Olympic Complex aus. Das Stadion hat ein Fassungsvermögen von 16.272 Personen.

## Erfolge
- Macauischer Pokalsieger: 2019
- Macauischer Vizemeister: 2020